# Andreas Sophus Emil Hoffgaard
Andreas Sophus Emil Hoffgaard (født  17. oktober 1851 i Fåborg, død 19. november 1925 i Lillerød) søn af tobaksfabrikant Hans Sophus Hoffgaard (født 1815 og død 1888) og Emilie Hoffgaard (født 1814). Fra 1879 til 1890 ejede han gården Grøftebjerg i Vissenbjerg og i folketællingerne fra 1880 og 1890 blev han opført som proprietær.
Den 4. november 1891 fik Hoffgaard borgerskab som fotograf i Kolding og i 1891 blev han blev medlem af Dansk Fotografisk Forening. Siden vandt han i 1897 en sølvmedalje i Kolding. Hoffgaards fotografiske atelier lå i Jernbanegade 4 i årene 1891 til 1903. I april 1903 overtog Hedvig Ludvigsen Hoffgaards atelier.
I 1908 blev Hoffgaard ansat af byrådet som sekretær for ligningskommissionen. I folketællingen 1911 står Hoffgaard opført som boende på Sdr. Landevej 30 (nuværende Haderslevvej). På dette tidspunkt boede et barn Oluf Erik Nielsen, født 20. aug. 1899 i Berlin hos Hoffgaard-ægteparret.
I både 1914 og 1916 står opført, at Hoffgaard og hans hustru er flyttet til Søvej 228B og Hoffgaard arbejder stadig som skattesekretær i kommunen.
I 1920 boede Hoffgaard som pensionist med sin hustru på Islands Brygge fra maj 1920 til 1921. Hustruen Anna døde imidlertid 21. august 1920 af en hjerneblødning og blev begravet på Vestre Kirkegård, og Hoffgaard fraflyttede København i november 1921. Hoffgaard døde fire år senere den 19. november 1925 i Lillerød – 74 år gammel – og blev begravet på Vestre Kirkegård – antageligt ved siden af sin hustru.